# Nghi Xuân
Nghi Xuân là một huyện nằm ở phía bắc tỉnh Hà Tĩnh, vùng Bắc Trung Bộ, Việt Nam.

## Địa lý
Huyện Nghi Xuân nằm ở phía bắc tỉnh Hà Tĩnh, nằm cách thành phố Hà Tĩnh khoảng 47 km, cách trung tâm thủ đô Hà Nội khoảng 310 km về phía bắc, có vị trí địa lý:
- Phía đông giáp Biển Đông với đường bờ biển dài 32 km
- Phía tây giáp thị xã Hồng Lĩnh và huyện Hưng Nguyên, tỉnh Nghệ An
- Phía nam giáp huyện Can Lộc và huyện Thạch Hà
- Phía bắc giáp thành phố Vinh, tỉnh Nghệ An.

Huyện Nghi Xuân có diện tích 218 km² và dân số năm 2019 là 102.160 người. Huyện Nghi Xuân cách sân bay Vinh chưa đầy 20 km, đi cửa khẩu Cầu Treo biên giới Việt-Lào 110 km theo đường quốc lộ 8, đi khu kinh tế Vũng Áng (Kỳ Anh) 115 km. Có khu du lịch Xuân Thành, cảng cá Xuân Hội, cảng Xuân Hải; có hệ thống giao thông khá thuận lợi với hai nhánh đường quốc lộ với chiều dài gần 35 km; có 32 km bờ biển với các bãi biển thoải, nước biển trong xanh; sông Lam chảy ven phía tây bắc với chiều dài trong địa phận huyện là 28 km. 3,72% dân số theo đạo Thiên Chúa.

## Hành chính
Huyện Nghi Xuân có 17 đơn vị hành chính cấp xã trực thuộc, bao gồm 2 thị trấn: Tiên Điền (huyện lỵ), Xuân An và 15 xã: Cổ Đạm, Cương Gián, Đan Trường, Xuân Giang, Xuân Hải, Xuân Hội, Xuân Hồng, Xuân Lam, Xuân Liên, Xuân Lĩnh, Xuân Mỹ, Xuân Phổ, Xuân Thành, Xuân Viên, Xuân Yên.

## Lịch sử

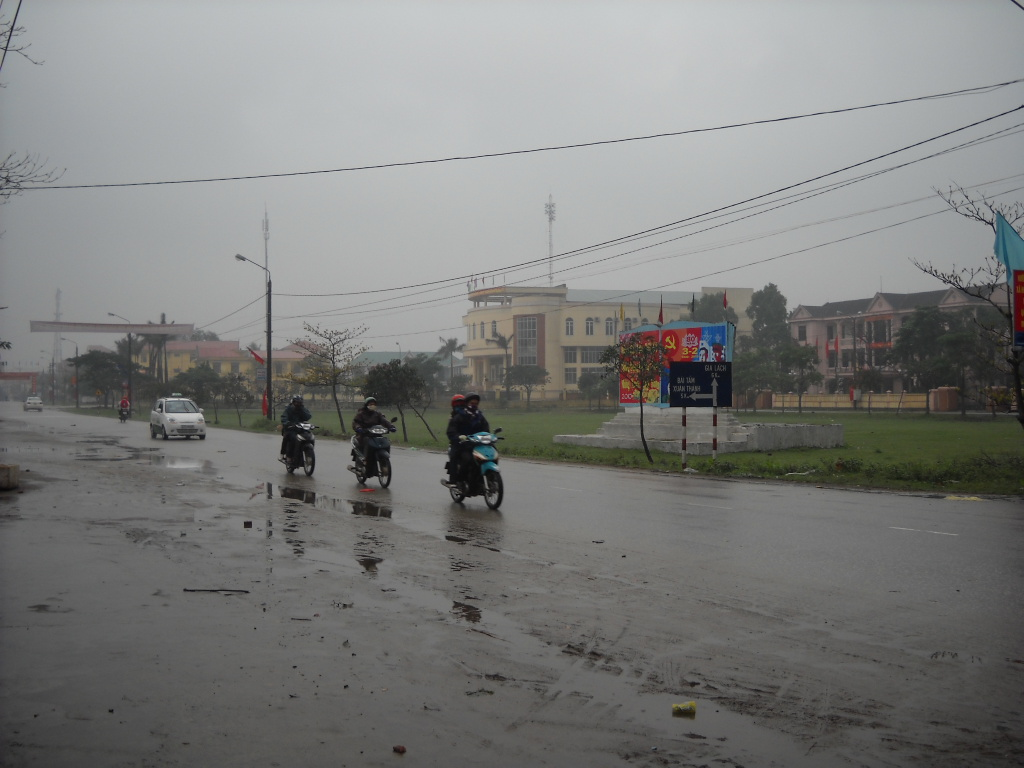
Một góc thị trấn Tiên Điền

Từ thời nhà Đường đến nhà Ngô, Đinh, Tiền Lê, địa bàn huyện Nghi Xuân thuộc đất Hoan Châu.
Thời nhà Lý, nhà Trần: Nghi Xuân thuộc Nghệ An châu, Nghệ An trại.
Thời nhà Hậu Lê, huyện Nghi Xuân thuộc phủ Đức Quang, xứ Nghệ An (rồi trấn Nghệ An).
Thời nhà Nguyễn, huyện Nghi Xuân thuộc phủ Đức Thọ, tỉnh Hà Tĩnh.
Từ năm 1832 đến năm 1975, huyện Nghi Xuân trực thuộc tỉnh Hà Tĩnh.
Từ năm 1976 đến năm 1991, huyện Nghi Xuân trực thuộc tỉnh Nghệ Tĩnh, gồm 17 xã: Cổ Đạm, Cương Gián, Tiên Điền, Xuân An, Xuân Đan, Xuân Giang, Xuân Hải, Xuân Hội, Xuân Hồng, Xuân Lam, Xuân Liên, Xuân Mỹ, Xuân Phổ, Xuân Thành, Xuân Trường, Xuân Viên, Xuân Yên.
Ngày 5 tháng 9 năm 1975, sáp nhập xóm Hội Phúc thuộc xã Xuân Hội vào xã Xuân Trường.
Ngày 23 tháng 2 năm 1977, thành lập xã Xuân Lĩnh tại vùng đất khai hoang.
Ngày 1 tháng 3 năm 1988, tách toàn bộ 59,30 ha diện tích tự nhiên và 507 nhân khẩu của xóm Tiến Hòa, xã Tiên Điền; toàn bộ 22,5 ha diện tích tự nhiên và 588 nhân khẩu của xóm Giang Thủy, xã Xuân Giang cùng 2.298 nhân khẩu là cán bộ, công nhân viên Nhà nước và người ăn theo của các cơ quan đóng trên địa bàn này để thành lập thị trấn Nghi Xuân, thị trấn huyện lỵ huyện Nghi Xuân.
Từ năm 1991 đến nay, huyện Nghi Xuân thuộc tỉnh Hà Tĩnh.
Ngày 8 tháng 6 năm 1994, chuyển xã Xuân An thành thị trấn Xuân An.
Ngày 1 tháng 1 năm 2020, sáp nhập xã Tiên Điền và thị trấn Nghi Xuân thành thị trấn Tiên Điền, sáp nhập xã Xuân Đan và xã Xuân Trường thành xã Đan Trường.

## Xã hội

### Giáo dục
- Tiểu học (cấp 1): mỗi xã, thị trấn có một trường tiểu học, toàn huyện có 17 trường tiểu học.
- Trung học cơ sở (cấp 2): Hiện tại, trên địa bàn huyện có 11 trường THCS: Trường THCS Nguyễn Trãi (Thị trấn Tiên Điền), Trường THCS Phổ Hải, Trường THCS Hoa Liên, Trường THCS Xuân An, Trường THCS Đan Trường Hội, Trường THCS Cương Gián, Trường THCS Tiên Yên, Trường THCS Xuân Viên, Trường THCS Xuân Giang, Trường THCS Lam Hồng, Trường THCS Thành Mỹ.
- Trung học phổ thông (cấp 3): Hiện tại, toàn huyện có 3 trường trung học phổ thông công lập là: THPT Nguyễn Du tại thị trấn Tiên Điền, THPT Nguyễn Công Trứ tại thị trấn Xuân An và THPT Nghi Xuân tại xã Cổ Đạm.

## Văn hóa
Nghi Xuân có nhiều di sản văn hóa phi vật thể tiêu biểu như Ca trù Cổ Đạm, Trò Kiều Tiên Điền và Xuân Liên, Sắc Bùa Xuân Lam, Chầu Văn Xuân Hồng, trò Sĩ - Nông - Công - Thương - Ngư Xuân Thành, Lễ hội Cầu ngư Xuân Hội, các làn điệu dân ca Nghệ Tĩnh,...

### Di tích
Nghi Xuân có trên 200 di tích văn hóa - lịch sử, trong đó có 83 di tích đã được cấp bằng di tích cấp tỉnh, cấp quốc gia, gồm 1 di tích cấp quốc gia đặc biệt, 8 di tích cấp quốc gia và 74 di tích cấp tỉnh. Sau đây là một số di tích nổi bật:
- Khu lưu niệm Đại thi hào Nguyễn Du tại thị trấn Tiên Điền: được hình thành, phát triển trên cơ sở các di tích của dòng họ Nguyễn Tiên Điền, một thế tộc lừng danh. Đây là Di tích quốc gia đặc biệt (2012).
- Nhà thờ và mộ Nguyễn Công Trứ: Di tích lịch sử văn hóa cấp quốc gia (1991)
- Đền Chợ Củi tại xã Xuân Hồng: Di tích kiến trúc nghệ thuật tôn giáo thế kỉ 17, thờ Đức ông Hoàng Mười, Liễu Hạnh công chúa, là Di tích lịch sử kiến trúc nghệ thuật cấp quốc gia (1993)
- Đình Hội Thống tại xã Xuân Hội: Kiến trúc nghệ thuật thế kỉ 17, Di tích lịch sử văn hóa cấp quốc gia (1995).
- Nhà thờ và mộ Anh hùng Chí sỹ yêu nước Trịnh Khắc Lập tại xã Xuân Thành: Di tích lịch sử văn hóa cấp quốc gia (1998).
- Đình Hoa Vân Hải tại làng Vân Hải, xã Cổ Đạm: Di tích cách mạng giai đoạn 1930-1931, là Di tích lịch sử văn hóa cấp quốc gia (2001).
- Đền thờ Nguyễn Xí tại xã Cổ Đạm: Di tích lịch sử cấp quốc gia (2008)
- Di tích khảo cổ Phôi Phối – Bãi Cọ thuộc xã Xuân Viên: Di tích khảo cổ cấp quốc gia (2014).
- Nhà thờ Nguyễn Bật Lãng tại xã Xuân Liên: Di tích lịch sử văn hóa cấp quốc gia (2019).
- Nhà thờ Thiếu bảo Liêu Quận công Đặng Sĩ Vinh: được xây dựng từ năm 1770 thời Vua Lê Hiển Tông, là di tích lịch sử văn hóa cấp tỉnh (2003).
- Đền Thánh Mẫu ở xã Xuân Lam: Di tích lịch sử văn hoá cấp tỉnh (2005).
- Nhà thờ và lăng mộ Bảng nhãn Trần Bảo Tín ở Thị trấn Xuân An:  Di tích văn hóa cấp tỉnh (2008).
- Đền thờ Hoàng giáp Nguyễn Ngọc Huấn ở xã Xuân Yên: di tích lịch sử văn hóa cấp tỉnh (2008).
- Đền Nhà Bà xã Cổ Đạm: Di tích lịch sử văn hóa cấp tỉnh (2008).
- Đền làng Cam Lâm ở xã Xuân Liên: Di tích lịch sử văn hóa cấp tỉnh (2008).
- Nhà thờ Hoàng giáp Phan Chính Nghị tại thôn Vinh Mỹ xã Xuân Mỹ. Di tích Lịch sử - Văn hóa cấp tỉnh (2006).
- Đền Thượng tại thôn An Tiên, xã Xuân Giang thờ ba vị đại vương triều Lý gồm Uy Minh vương Lý Nhật Quang, Đông Chinh vương và Dực Thánh vương, là Di tích lịch sử văn hóa cấp tỉnh (2011).
- Đền Thánh Mẫu ở xã Xuân Yên: Di tích văn hóa cấp tỉnh (2011).
- Đền thượng  ở xã Cổ Đạm thờ thái úy Tô Hiến Thành: Di tích Lịch sử văn hóa cấp tỉnh (2015).
- Đền Am và Đền Bến ở xã Xuân Liên: Di tích Lịch sử văn hóa cấp tỉnh (2016).
- Nhà thờ và Mộ Đậu Vĩnh Tường ở xã Xuân Viên: Di tích Lịch sử văn hóa cấp tỉnh (2016).
- Đền Huyện Nghi Xuân. Nơi đây thờ Hoàng tử triều Lý là Uy Minh vương Lý Nhật Quang. Đền thờ được xây dựng lâu đời và nổi tiếng linh thiêng. Đền Huyện, được phục dựng trên nền móng cũ vào năm 2011, gồm có các hạng mục tam quan, hạ điện, trung điện, thượng điện, giải văn, giải vũ, hồ nước và các hạng mục khác. Đền Huyện được công nhận, xếp hạng Di tích Lịch sử - Văn hóa cấp tỉnh (2019).
- Đền Đông Hải Đại Vương và Nhà thờ Phan Thái ở xã Cương Gián: Di tích lịch sử văn hóa cấp tỉnh (2020).
- Đền thờ Đức Thánh Trần ở xã Cổ Đạm thờ Trần Hưng Đạo. Di tích lịch sử văn hóa cấp tỉnh (2021).
- Đền Cả (Miệu) ở xã Xuân Hội: lưu giữ 46 sắc cổ có niên đại từ Cảnh Hưng năm thứ 44 (1783) đến Khải Định năm thứ 9 (1924). Di tích Lịch sử - Văn hóa cấp tỉnh (2008).
- Chùa Trậu (Chùa Đà Liễu) ở xã Xuân Mỹ. Di tích Lịch sử - Văn hóa cấp tỉnh (2008).
- Trúc Lâm đại giác – Việt Nam Trần triều điện tọa lạc trên khu đắc địa rộng 5.000 m² tại làng Kiều Lĩnh, xã Xuân Phổ, có kiến trúc đặc biệt độc đáo, vừa hiện đại vừa cổ kính. Ba tòa nhà chính là 3 cung điện thờ, được xây dựng 2 tầng, tầng một bằng bê tông cốt thép, tầng 2 bằng gỗ quý nhập khẩu từ nước CHDCND Lào, thờ các vị vua nhà Trần.

### Làng nghề truyền thống
- Làng nón Tiên Điền: thuộc thị trấn Tiên Điền
- Làng nước mắm Cương Gián: nay là xã Cương Gián
- Làng làm nồi đất Cổ Đạm: thuộc xã Cổ Đạm
- Làng làm mộc: thuộc xã Xuân Phổ.
- Làng làm trống: thuộc xã Xuân Hội.

### Lễ hội truyền thống
- Hội Mỹ Dương tại xã Xuân Mỹ, vào 17 tháng 12 âm lịch: Lễ cúng thần săn bằng thú rừng.
- Hội Phan Xá vào 7 - 15 tháng 1 âm lịch: Lễ khai canh.
- Lễ Tống Trùng tại xã Tiên Điền, vào tháng 2 âm lịch: Cúng ở đình thờ Thành hoàng, cúng trời đất, cầu yên mùa màng.
- Hội Sĩ Nông Công Thương, tại xã Xuân Thành, vào tháng 5 âm lịch hàng năm.
- Tục thờ thần và lễ cầu ngư ở làng xã Xuân Hội, vào ngày mồng 3 tháng 2 âm lịch.
- Hội lễ ở làng Giáo Phường tại Đình Hoa Vân Hải xã Cổ Đạm, vào 11 tháng Chạp hàng năm.
- Lễ hội Đầm vực vào tháng 6 dương lịch. Đầm Vực ở Xuân Viên nằm dưới chân dãy Hồng Lĩnh, có chiều dài hơn 1 km với diện tích khoảng 30 ha. Đây là khu vực có nhiều loài cá nước ngọt sinh trưởng.

## Du lịch
Hình thế đất Nghi Xuân như chiếc mũ cánh chuồn nhìn nghiêng, ba mặt là núi, sông biển. Thế đất tam hợp của núi, sông và biển chung tụ tạo nên một miền quê có nhiều cảnh quan danh thắng.
Khu du lịch biển Xuân Thành: Là bãi biển thuộc địa phận thôn Đông Hội xưa, ngày nay là Khu du lịch sinh thái Xuân Thành, xã Xuân Thành.
Danh thắng:

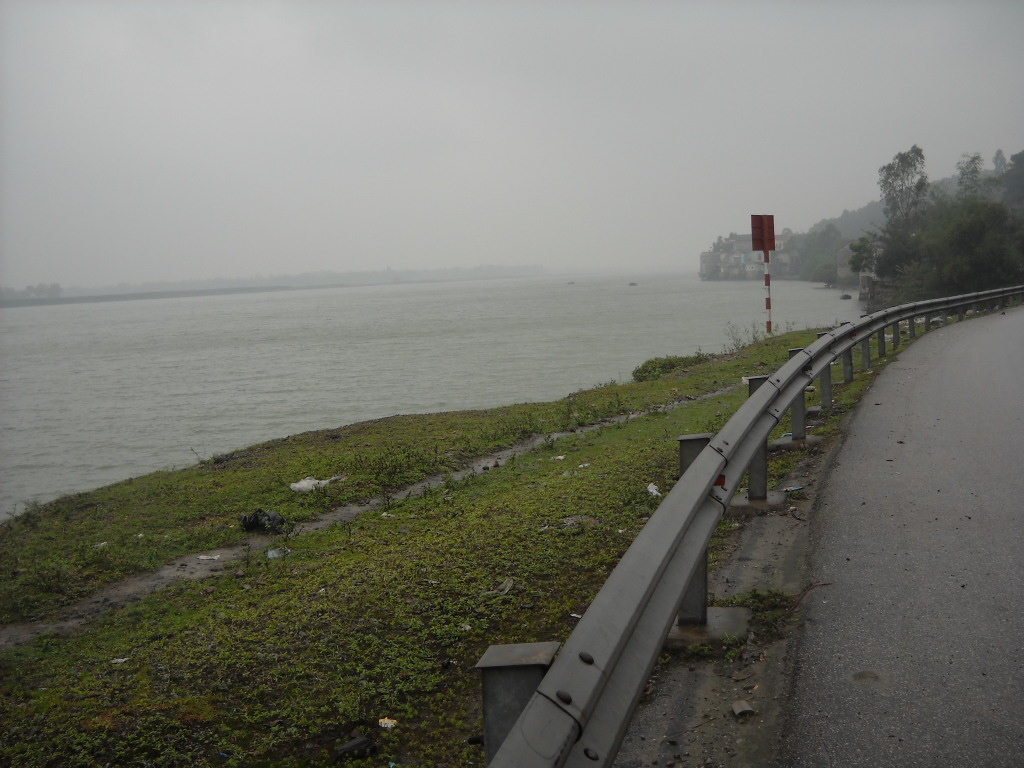
Sông Lam, đoạn qua địa bàn huyện Nghi Xuân

- Hồng Sơn liệt chướng (Núi Hồng thành dựng).
- Đan Nhai quy phàm (Đan Nhai buồm về).
- Song Ngư hý thủy (Đảo Song Ngư như đôi cá giỡn nước).
- Cô Độc lâm lưu (Núi Cô Độc như con nghé lội rào).
- Giang Đình cổ độ (Bến đò cổ Giang Đình).
- Quần Mộc bình sa (Bãi cát bằng Quần Mộc).
- Uyên Trừng danh tự (Chùa Uyên Trừng cảnh đẹp).
- Hoa Phẩm thắng triền (Chợ Hoa Phẩm hàng đầy).

## Danh nhân
Nghi Xuân khi xưa thuộc phủ Đức Quang (gồm cả Hương Sơn, Can Lộc, Đức Thọ, Thanh Chương, Nghi Lộc) được xem là vùng "địa linh nhân kiệt" của xứ Nghệ. Trong thời kì phong kiến, Nghi Xuân có 21 vị đỗ Đại khoa (Tiến sĩ) với những dòng họ nổi tiếng khoa bảng như: Nguyễn Tiên Điền, Ngụy Khắc, Trần, Phan, Uông, Đậu, và các làng giàu truyền thống văn hoá như: Tiên Điền, Uy Viễn, Cương Gián, Cổ Đạm, Tả Ao, Phan Xá.

### Những danh nhân, nhà khoa bảng, văn nhân và quan lại nổi tiếng
- Nguyễn Du (1766-1820): Đại Thi hào dân tộc, Danh nhân Văn hóa Thế giới.
- Nguyễn Công Trứ (1778-1858): Đại doanh điền, Nhà thơ.
- Tả Ao: Nhà Địa lý nổi tiếng đời Hậu Lê.
- Nguyễn Xí (1397-1465): danh tướng, nhà chính trị, công thần khai quốc nhà Hậu Lê
- Phạm Ngữ (1434-?) Thiêm đô Ngự sử.
- Đặng Thái Phương: Danh nho
- Phan Chính Nghị (1476-?): Hoàng giáp, làm quan đến chức đô ngự sử.
- Nguyễn Nghiễm (1708-1776): Đại Tư đồ Xuân Quận công, Tể tướng triều Hậu Lê.
- Nguyễn Huệ (1705-1733): Tiến sĩ khoa Quý Sửu, niên hiệu Long Đức năm thứ 2 (1733).
- Đặng Sĩ Vinh: Liêu Quận công.
- Nguyễn Quỳnh: Lĩnh Nam công.
- Nguyễn Khàn: Tiến sĩ, Toản Quận công, Thượng thư Bộ lại.
- Nguyễn Hành (1771-1824): Nhà thơ, "An nam ngũ tuyệt", tác giả: Quan Đông hải thi tập, Minh Quyên thi tập, Thiên hạ nhân vật thư.
- Ngụy Khắc Tuần (1799-1854): đồng tiến sĩ xuất thân, Tổng đốc, Thượng thư
- Trần Bảo Tín (1483-?): Bảng nhãn, Tả thị lang bộ Lại.
- Nguyễn Bật Lạng: Thám hoa.
- Ngụy Khắc Đản (1817-1873): Thám hoa, Thượng thư bộ Binh, Thượng thư bộ Công.
- Hà Văn Đại: Phó bảng
- Nguyễn Trọng: Lam Khê hầu
- Nguyễn Điều: Điền Nhạc hầu
- Trần Trọng Kim (1883-1953): Nhà sử học, Thủ tướng đầu tiên của Chính phủ Việt Nam...

### Những người nổi tiếng, tiêu biểu hiện nay

#### - Văn hóa, giáo dục, khoa học, chính trị
- Hà Văn Tấn (1937-2019): Giáo sư, Nhà giáo nhân dân (1997), Giải thưởng Hồ Chí Minh đợt II về khoa học (2001).
- Lê Hải Châu (1926-2022): Nhà giáo nhân dân (2008).
- Vũ Ngọc Khánh (1926-2012): Nhà nghiên cứu văn hóa Việt Nam.
- Hà Văn Mạo (1928-2016): Giáo sư, Tiến sĩ y khoa, Thầy thuốc nhân dân (2001).
- Nguyễn Mạnh Liên (1930-2011): Giáo sư, Tiến sỹ khoa học y khoa, Nhà giáo nhân dân.
- Lê Văn Quang: Giáo sư, Tiến sĩ triết học, Nhà giáo nhân dân (2006)[8].
- Hà Văn Quyết: Giáo sư, Tiến sĩ Y khoa, Nhà giáo nhân dân (2017).
- Đậu Ngọc Xuân (1927-2016): nguyên Ủy viên Trung ương Đảng, nguyên Bộ trưởng, Chủ nhiệm Ủy ban Nhà nước về Hợp tác và Đầu tư.
- Đặng Duy Báu: Tiến sĩ, nguyên Bí thư Tỉnh ủy Hà Tĩnh.
- Uông Chu Lưu: Tiến sĩ, nguyên Ủy viên Trung ương Đảng, nguyên Phó chủ tịch Quốc hội nước CHXHCN Việt Nam.
- Đinh Văn Tư: nguyên Phó Trưởng Ban Dân vận Trung ương Đảng Cộng sản Việt Nam.
- Nguyễn Đình Hương: Giáo sư, nguyên Phó Chủ nhiệm Ủy ban Văn hóa Giáo dục Thanh thiếu niên và Nhi đồng của Quốc hội.
- Trần Ngọc Hiên: Giáo sư, nguyên Phó Giám đốc Thường trực Học viện Chính trị Quốc gia Hồ Chí Minh.
- Thuận Hữu: Nhà báo, Nhà thơ, nguyên Ủy viên Trung ương Đảng khóa XI, nguyên Tổng biên tập báo Nhân dân.
- Lê Thế Đề, nguyên Phó Chánh Văn phòng Trung ương Đảng Cộng sản Việt Nam.
- Phạm Xuân Sơn, nguyên Phó Trưởng Ban Đối ngoại Trung ương Đảng Cộng sản Việt Nam.
- Trần Quyết Thắng: Tiến sĩ, nguyên Phó Chủ tịch Ủy ban nhân dân tỉnh Hà Tĩnh, nguyên Cục trưởng Cục Quản trị A thuộc Văn phòng Trung ương Đảng Cộng sản Việt Nam.
- Đặng Quốc Khánh: Tiến sĩ, nguyên Ủy viên Trung ương Đảng, nguyên Bí thư Tỉnh ủy Hà Giang, nguyên Bộ trưởng Bộ Tài nguyên và Môi trường.
- Nguyễn Thị Hà, Thứ trưởng Bộ Nội vụ.
- Lê Hải An: Tiến sĩ, cố Thứ trưởng Bộ Giáo dục và Đào tạo.
- Hà Thị Mỹ Dung: Tiến sĩ, Phó Tổng Kiểm toán Nhà nước [9].
- Nguyễn Thị Phú Hà: Tiến sĩ, Phó Chủ nhiệm Ủy ban Tài chính – Ngân sách của Quốc hội.
- Trần Thị Nhị Hà, đại biểu Quốc hội, Phó trưởng Ban Dân nguyện thuộc Ủy ban thường vụ Quốc hội.
- Phan Văn Hùng, Phó Tổng biên tập Báo Nhân Dân[10].
- Đậu Xuân Cảnh, Tiến sĩ, Thầy thuốc Nhân dân, Chủ tịch Hội Đông y Việt Nam[11].
- Trần Tuấn Linh, Tổng Biên tập báo Sức khỏe và Đời sống, Bộ Y tế.[12]

#### - Nghệ sĩ
- Đào Mộng Long (1915-2006): Nghệ sĩ nhân dân (1984).
- Lê Đóa (1922-2008): Nghệ sĩ nhân dân (1993).
- Tố Nga (ca sĩ): Nghệ sĩ ưu tú (2016).
- Võ Cẩm Tú: Nghệ sĩ ưu tú (2019)
- Đăng Thuật: Nghệ sĩ ưu tú (2023).

#### - Tướng lĩnh trong lực lượng vũ trang
- Lê Hữu Đức (1925-2018): Trung tướng, nguyên Cục trưởng Cục Tác chiến, Quân đội nhân dân Việt Nam, nguyên Phó Giám đốc Học viện Quốc phòng Việt Nam, Bộ Quôc phòng.
- Đặng Văn Duy (1924-2014): Thiếu tướng, nguyên Phó Ban Cơ Yếu Trung ương, nguyên Cục trưởng Cục Tuyên truyền đặc biệt Bộ Quốc phòng.
- Trần Quốc Phú: Trung tướng, nguyên Hiệu trưởng Trường Sĩ quan Lục quân I, Bộ Quốc phòng.
- Trương Đình Quý: Trung tướng, nguyên Chính ủy Trường Sĩ quan Lục quân I, Bộ Quốc phòng.
- Từ Ngọc Lương: Trung tướng, nguyên Hiệu trưởng Trường Sĩ quan Lục quân 2, Bộ Quốc phòng.
- Trần Nam Xuân: Thiếu tướng, nguyên Giám đốc Học viện Phòng không - Không quân, Bộ Quốc phòng.
- Trần Văn Minh: Thiếu tướng, nguyên Chánh Văn phòng Tổng cục Chính trị, Bộ Quốc phòng.
- Trần Hùng Nam: Thiếu tưởng, nguyên Cục trưởng Cục Xe Máy, Tổng cục Kỹ thuật, Bộ Quốc phòng.
- Nguyễn Mạnh Dũng: Trung tướng, nguyên Cục trưởng Cục An ninh nội địa, Bộ Công an.
- Phan Xuân Sơn: Thiếu tướng, nguyên Phó Chánh Thanh tra Bộ Công an.
- Trương Quang Hoài: Thiếu tướng, Phó Hiệu trưởng Trường Sĩ quan Lục quân I, Bộ Quốc phòng.